# Blowback
Als Blowback (englisch für Rückstoß) wird in der Fachsprache der Geheimdienste der unbeabsichtigte Effekt bezeichnet, bei dem inoffizielle außenpolitische Aktivitäten oder verdeckte Operationen später negativ auf deren Ursprungsland zurückfallen. Dies kann in Form ungünstiger außenpolitischer Entwicklungen oder gar terroristischer Angriffe geschehen. Erstmals verwendet wurde der Begriff 1953 im Zuge der Operation Ajax, bei der die CIA den Sturz des iranischen Premierministers Mohammad Mossadegh herbeiführte; vermehrt taucht er seit den 1980er-Jahren und im engen Zusammenhang mit der Reagan-Doktrin auf.
Der Ausdruck wurde einer breiteren Öffentlichkeit vor allem durch das Buch Blowback: The Costs and Consequences of American Empire des amerikanischen Politikwissenschaftlers und ehemaligen CIA-Beraters Chalmers Johnson bekannt (deutscher Titel Ein Imperium verfällt).